# Leo Kirch
Leo Kirch, född 21 oktober 1926 i Würzburg, död 14 juli 2011 i München, var en tysk medieentreprenör och grundare av Kirch Gruppe.
Kirch studerade företagsekonomi och matematik först vid Würzburgs universitet, sedan vid Münchens universitet.
Företagsgruppen Kirch Gruppe expanderade and växte stort under Leo Kirch ledarskap under decennierna fram till den oväntade konkursen 2002, som berode på stora köp av tv-sporträttigheter till Bundesliga, Formel 1 samt till fotbolls-VM genom lån vars utgifter översteg intäkterna.

## Kirch Gruppe
1959 grundade Kirch Beta Film. Kirch var medgrundare till Teleclub, Europas första betal-tv kanal som startade i Schweiz 1982. Kirch var programleverantör till den tyska satellitkanalen Sat.1 från starten 1984, och senare även majoritetsägare. 1991 grundades Premiere, samägt med Bertelsmann och Canal+, som ersatte Teleclub. 1993 startade DSF (Deutsches Sportfernsehen) som var Tysklands första sportkanal.
Kirch Gruppe hade vid tiden för konkursen även minoritetsägarskap i Axel Springer och Constantin Film. Bland minoritetsägarna i Kirch Gruppe fanns mediemogulerna Rupert Murdoch och Silvio Berlusconi.
Stora delar av det som en gång var Kirch Gruppe lever vidare, under nya ägare, i Prosiebensat.1 Media (tv-kanaler) Infront Sports & Media (sporträttigheter) och Beta Film (film- och tv-rättigheter).